# Glenea wongi
Glenea wongi là một loài bọ cánh cứng trong họ Cerambycidae.